# Caldas da Rainha
Caldas da Rainha je město v západním Portugalsku. Je známé zejména lázeňskými prameny a keramikou.
Město založila v 15. století královna Eleonora z Viseu, která u horkých pramenů již tehdy nechala vybudovat nemocnici. Ta je tak dnes jednou z nejstarších svého druhu na světě. Na královnu odkazuje i jméno města, které znamená „Královniny lázně".